# Fan Sui
Fan Sui (chinois : 范雎) fut un homme politique et stratège chinois durant la période des Royaumes combattants, Premier ministre de l’État de Qin de 266 à 255 av. J.-C.

## Biographie
Issu d’une famille pauvre, Fan Sui était originaire de l’État de Wei où il servait un fonctionnaire nommé Hsu Chia. Convaincu de trahison, il fut molesté et laissé pour mort. Il fut alors conduit dans l’État de Qin où il gagna l’écoute du roi Zhaoxiang par ses doctrines politiques. Opposé au ministre Wei Ran (魏冉), il prônait une politique d’expansion territoriale nommée yuanjiao jingong (遠交近攻) qui consistait à s’allier avec les royaumes lointains (notamment Qi) pour conquérir les royaumes limitrophes (Han, puis Zhao). Il soutenait également une politique brutale de massacre des soldats vaincus afin d’empêcher toute possibilité pour les armées ennemies de se reconstruire rapidement,.
Le roi Zhaoxiang, séduit par le discours de Fan Sui, écarta Wei Ran et plusieurs autres personnalités de sa cour et nomma Fan Sui Premier ministre en 266 av. J.-C. Ce dernier poursuivit les réformes afin d’exploiter au mieux le potentiel militaire de Qin, qui était déjà la principale puissance parmi les sept Royaumes combattants. Suivant sa stratégie, Qin attaqua d’abord l’État voisin de Han, le plus faible, puis gagna une victoire décisive lors de la bataille de Changping contre son principal opposant, Zhao, en 260 av. J.-C. Toutefois, la rivalité politique entre Fan Sui et Bai Qi, général victorieux à Changping, conduisit à l’interruption des campagnes militaires. Bai Qi fut écarté du pouvoir et dut se suicider, mais la défaite des généraux nommés à sa place mena à l’éviction de Fan Sui en 255 av. J.-C. Il fut exécuté deux ans plus tard pour trahison.
À la mort de Bai Qi et Fan Sui, l’État de Qin ne connaissait plus de réel rival après la défaite de Zhao et se préfigurait donc déjà la victoire finale de Qin à la fin de la période des Royaumes combattants. Fan Sui y joua un rôle important par sa politique expansionniste et ses réformes qui accrurent la centralisation du pouvoir et l’autorité du roi.

## Sources
Sa biographie est rapportée dans le Shiji (ou Mémoires historiques).